# Bismutocolumbite
La bismutocolumbite è un minerale appartenente al gruppo della cervantite.